# Steven Geray

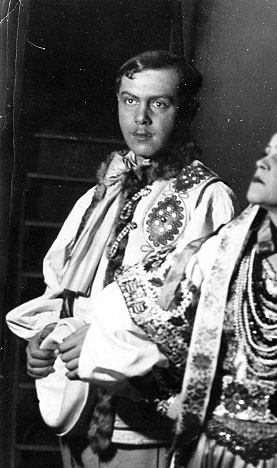
Steven Geray bei einem Theaterauftritt in Budapest (1931)

Steven Geray (* 10. November 1904 in Ungvár, Österreich-Ungarn, heute Uschhorod, Ukraine; † 26. Dezember 1973 in Los Angeles; eigentlich Istvàn Gyergyai) war ein US-amerikanischer Filmschauspieler ungarischer Herkunft.

## Leben
Geray wurde als Istvàn Gyergyai in Ungvár im ehemaligen Kaiserreich Österreich-Ungarn geboren. Er begann seine Schauspielkarriere am ungarischen Nationaltheater in Budapest und trat 1929 unter seinem bürgerlichen Namen erstmals in einem Film auf. Ab 1935 war er unter seinem Künstlernamen Steven Geray in einer Reihe von britischen Filmen zu sehen, ehe er 1940 nach Hollywood ging, wo er 1941 einen Vertrag bei 20th Century Fox erhielt. Daraufhin spielte er zumeist kleine Nebenrollen, etwa in Jean Negulescos Film noir Die Maske des Dimitrios (1944) oder in Alfred Hitchcocks Ich kämpfe um dich (1945).
Seine vielleicht bekannteste Rolle hatte er als philosophierender Casinoangestellter Onkel Pio in Charles Vidors klassischem Film noir Gilda neben Rita Hayworth und Glenn Ford. 1952 versuchte Columbia Pictures den immensen Erfolg von Gilda zu wiederholen, weshalb Hayworth, Ford und Geray für Affäre in Trinidad erneut gemeinsam vor der Kamera standen.
Im Laufe seiner Karriere trat Geray in über 100 Spielfilmen auf. Ab den 1950er Jahren wirkte er mit Gastauftritten auch in zahlreichen Fernsehserien mit, darunter Lassie (1955), Stationsarzt Dr. Kildare (1962), Bonanza (1962), Perry Mason (1958/1962) und Bezaubernde Jeannie (1965). 1966 zog er sich aus dem Filmgeschäft zurück.
Ab 1934 war Geray mit der ungarischen Schauspielerin Magda Kun verheiratet, mit der er auch gemeinsam vor der Kamera stand. In zweiter Ehe war er mit Roanne Ollafay Threet (1916–2008) bis zu seinem Tod im Jahr 1973 verheiratet.

## Filmografie (Auswahl)
Filme
- 1929: Roman einer Klosterschülerin (Mária növér)
- 1932: Marie, eine ungarische Legende (Tavaszi zápor)
- 1933: Der Liebesfotograf (Tokajerglut)
- 1935: The Student’s Romance
- 1937: The High Command
- 1937: Let’s Make a Night of It
- 1939: Inspector Hornleigh
- 1940: Dark Streets of Cairo
- 1941: Abrechnung in Shanghai (The Shanghai Gesture)
- 1942: A Gentleman at Heart
- 1942: Charlie Chan: Das Schloß in der Wüste (Castle in the Desert)
- 1942: Der Besessene von Tahiti (The Moon and Sixpence)
- 1942: Die Spur im Dunkel (Eyes in the Night)
- 1942: Es waren einmal Flitterwochen (Once Upon a Honeymoon)
- 1943: Gefährliche Flitterwochen (Above Suspicion)
- 1943: Heavenly Music (Kurzfilm)
- 1943: Pilot No. 5
- 1943: Spion im Orientexpreß (Background to Danger)
- 1943: Phantom der Oper (Phantom of the Opera)
- 1943: Gangsterjagd in Brooklyn (Whistling in Brooklyn)
- 1944: Die Maske des Dimitrios (The Mask of Dimitrios)
- 1944: Das siebte Kreuz (The Seventh Cross)
- 1944: Der Ring der Verschworenen (The Conspirators)
- 1945: Hotel Berlin
- 1945: Tarzan und die Amazonen (Tarzan and the Amazons)
- 1945: Ich kämpfe um dich (Spellbound)
- 1945: The Crimson Canary
- 1945: Cornered
- 1946: Gilda
- 1946: So Dark the Night
- 1946: Blondie Knows Best
- 1946: Flucht von der Teufelsinsel (The Return of Monte Cristo)
- 1947: Ehebruch (The Unfaithful)
- 1947: Blind Spot
- 1947: Rächer ohne Waffen (Gunfighters)
- 1948: I Love Trouble
- 1948: The Dark Past
- 1948: Ich tanze in dein Herz (Ladies of the Chorus)
- 1949: The Lone Wolf and His Lady
- 1949: El Paso, die Stadt der Rechtlosen (El Paso)
- 1949: Once More, My Darling
- 1949: Holiday in Havana
- 1949: Flitterwochen mit Hindernissen (Tell It to the Judge)
- 1950: Beware of Blondie
- 1950: Ein einsamer Ort (In a Lonely Place)
- 1950: A Lady Without Passport
- 1950: Einer weiß zuviel (Woman on the Run)
- 1950: Alles über Eva (All About Eve)
- 1950: Buschteufel im Dschungel (Pygmy Island)
- 1951: The House on Telegraph Hill
- 1951: Trommeln der Wildnis (Savage Drums)
- 1951: Spione, Liebe und die Feuerwehr (My Favorite Spy)
- 1952: Lady Possessed
- 1952: Affäre in Trinidad (Affair in Trinidad)
- 1952: The Big Sky – Der weite Himmel (The Big Sky)
- 1952: Fünf Perlen (O. Henry’s Full House)
- 1953: Götter ohne Maske (Tonight We Sing)
- 1953: Madame macht Geschichte(n) (Call Me Madam)
- 1953: War es die große Liebe? (The Story of Three Loves)
- 1953: Blondinen bevorzugt (Gentlemen Prefer Blondes)
- 1953: Das goldene Schwert (The Golden Blade)
- 1953: Geheimkommando Afrika (The Royal African Rifles)
- 1953: Die lockende Venus (The French Line)
- 1954: The Great Diamond Robbery
- 1954: Die Lachbombe (Knock on Wood)
- 1954: Paris Playboys
- 1954: Tobor the Great
- 1955: Pantherkatze (New York Confidential)
- 1955: Akte XP 15 (A Bullet for Joey)
- 1955: Daddy Langbein (Daddy Long Legs)
- 1955: Über den Dächern von Nizza (To Catch a Thief)
- 1955: El Tigre
- 1955: Maler und Mädchen (Artists and Models)
- 1956: Die falsche Eva (The Birds and the Bees)
- 1956: Ardennen 1944 (Attack)
- 1956: Im Lande Zorros (Stagecoach to Fury)
- 1958: Ein gewisses Lächeln (A Certain Smile)
- 1959: Verboten!
- 1959: Französische Betten (Count Your Blessings)
- 1963: Die Strolche von Mexiko (Dime with a Halo)
- 1964: Monsieur Cognac (Wild and Wonderful)
- 1964: Frankensteins Ungeheuer (The Evil of Frankenstein)
- 1965: Das Narrenschiff (Ship of Fools)
- 1966: Derek Flint schickt seine Leiche (Our Man Flint)
- 1966: Jesse James Meets Frankenstein’s Daughter
- 1966: The Swinger

Fernsehserien
- 1951: Front Page Detective (eine Folge)
- 1952: Big Town (eine Folge)
- 1952: Dangerous Assignment (drei Folgen)
- 1952/1956: Sky King (zwei Folgen)
- 1953: Tales Of Tomorrow (eine Folge)
- 1953: Mr. & Mrs. North (eine Folge)
- 1954: Our Miss Brooks (eine Folge)
- 1954: Public Defender (eine Folge)
- 1954–1955: Waterfront (drei Folgen)
- 1954–1963: Make Room for Daddy (sieben Folgen)
- 1955: The Lone Wolf (eine Folge)
- 1955: Climax! (eine Folge)
- 1955: Wenn man Millionär wär (The Millionaire) (eine Folge)
- 1955: Geschichten, die der Alltag schrieb (TV Reader’s Digest) (zwei Folgen)
- 1955: Lassie (eine Folge)
- 1955–1956: Passport to Danger (drei Folgen)
- 1955/1957: Cavalcade of America (zwei Folgen)
- 1956: The George Burns and Gracie Allen Show (drei Folgen)
- 1956: Superman – Retter in der Not (Adventures of Superman) (eine Folge)
- 1956: The Adventures of Jim Bowie (eine Folge)
- 1956: Abenteuer im wilden Westen (Dick Powell’s Zane Grey Theater) (eine Folge)
- 1956: Die Abenteuer des Fu Manchu (The Adventures of Fu Manchu) (zwei Folgen)
- 1957: Soldiers of Fortune (eine Folge)
- 1957: The Californians (eine Folge)
- 1958: Mike Hammer (eine Folge)
- 1958/1962: Perry Mason (zwei Folgen)
- 1960: The Islanders (eine Folge)
- 1960–1962: Adventures in Paradise (drei Folgen)
- 1960–1963: Die Unbestechlichen (The Untouchables) (drei Folgen)
- 1961: The Real McCoys (eine Folge)
- 1961: Polizeirevier 87 (87th Precinct) (eine Folge)
- 1962: Stationsarzt Dr. Kildare (Dr. Kildare) (eine Folge)
- 1962: Bonanza (eine Folge)
- 1962: Wagon Train (eine Folge)
- 1962: Hazel (eine Folge)
- 1963: Mutter ist die Allerbeste (The Donna Reed Show) (eine Folge)
- 1964: Die Seaview – In geheimer Mission (Voyage to the Bottom of the Sea) (eine Folge)
- 1964: The Outer Limits (eine Folge)
- 1965: Gauner gegen Gauner (The Rogues) (eine Folge)
- 1965: Hoppla Lucy! (The Lucy Show) (eine Folge)
- 1965: Amos Burke (eine Folge)
- 1965: Bezaubernde Jeannie (I Dream of Jeannie) (eine Folge)
- 1966: Solo für O.N.C.E.L. (The Man from U.N.C.L.E) (eine Folge)
- 1966: The Dick Van Dyke Show (eine Folge)
- 1966: Time Tunnel (The Time Tunnel) (eine Folge)